# Überrock

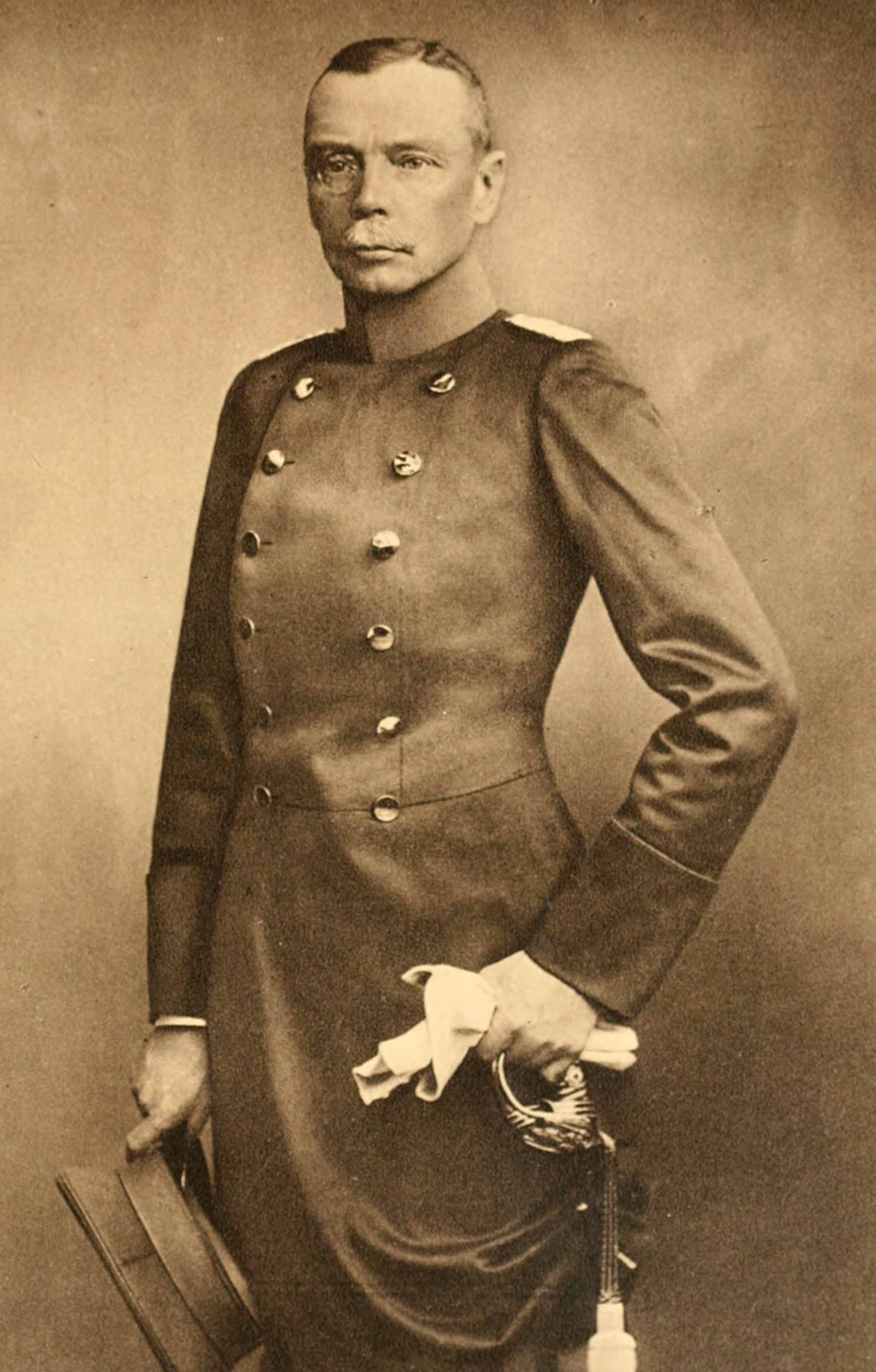
Überrock der Kaiserzeit in der Form um 1900, hier eines preußischen Gardeoffiziers (Hans von Seeckt)

Der Überrock (auch Interimsrock genannt) war Teil der militärischen Kleidung von Offizieren in Preußen und anderen deutschen Staaten.

## Entwicklung

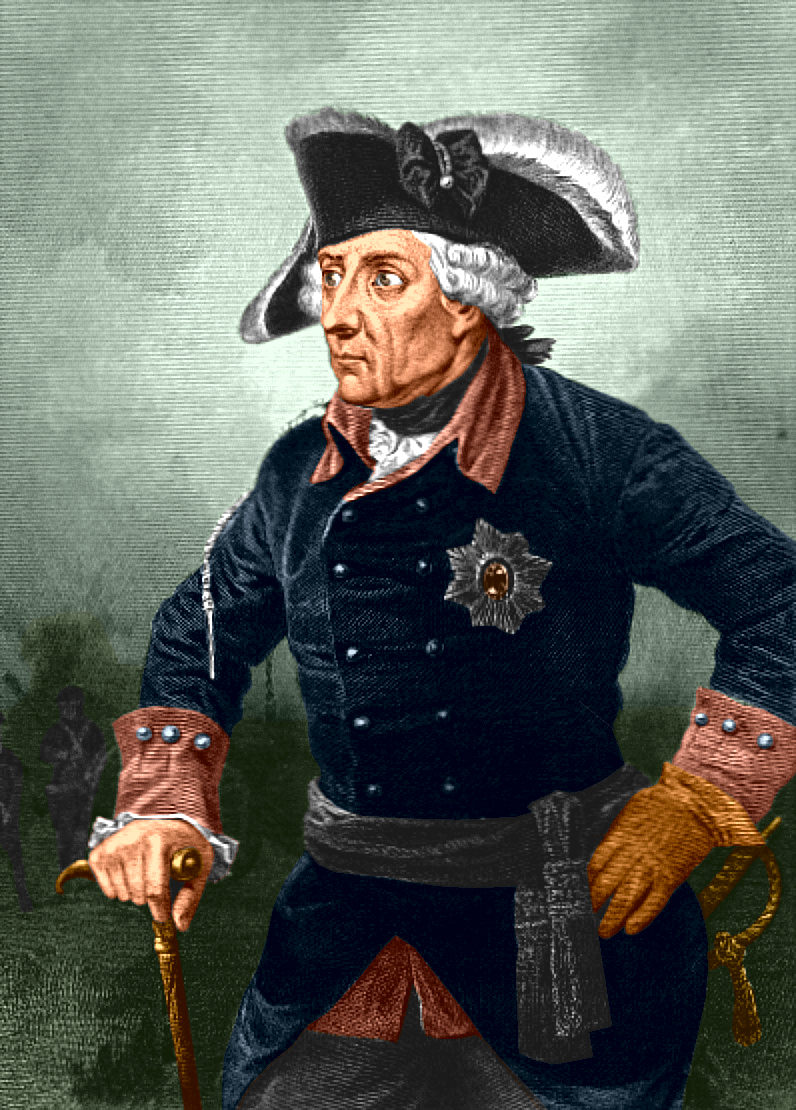
Friedrich der Große im Überrock des Infanterie-Regiments No. 15

Im altpreußischen Heer trugen Offiziere zur Interimsuniform außerhalb des Dienstes meist einen vereinfachten Uniformrock mit offenem Kragen ohne Rabatten und Knopflochstickereien, der als Interimsrock bezeichnet wurde. Die Grundfarbe war grundsätzlich die der jeweiligen Waffengattung mit Kragen und Schoßumschlägen in Abzeichenfarbe des Regiments. Abweichend dazu trugen Offiziere einiger eigentlich weiß uniformierter Kürassierregimenter rote Interimsröcke. Friedrich II. selbst trug unabhängig vom Anlass, also auch im Felde und bei Hof meist nur den schlichten Interimsrock  des  1. Bataillons Regiments Garde No. 15, der durch zahlreiche Porträts prägend für das Bild des großen Königs wurde. Nach Friedrichs Tod scheinen Rockschöße nicht mehr wie beim Rock der normalen Uniform umgeschlagen worden zu sein.  

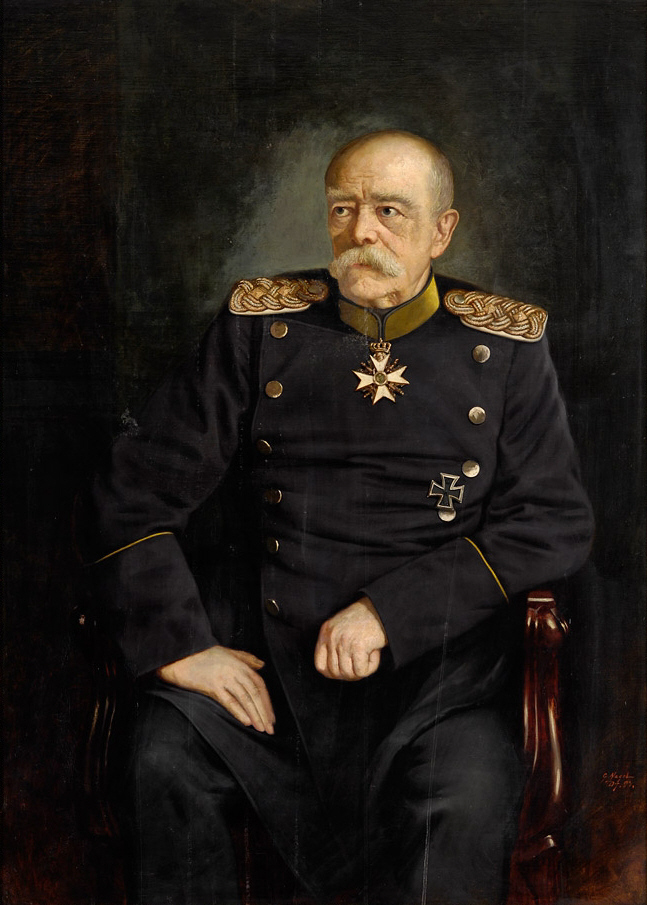
Otto von Bismarck im Überrock des Kürassier-Regiments „von Seydlitz“ Nr. 7

Durch Allerhöchste Kabinettsorder (A.K.O.) vom 23. Oktober 1808 wurden die bisherigen, in der Farbe des Truppenteils gehaltenen Interimsrröcke abgeschafft und durch einheitlich dunkelgraue Überröcke ersetzt, die bis eine Hand breit unter das Knie reichten und einen offenen Kragen hatten. Die alten Interimsrröcke durften aber bis 1814 aufgetragen werden. Das bedeutete, dass bereits beschaffte Stücke, die aber noch nicht so verbraucht waren, dass man sie in der Öffentlichkeit nicht mehr hätte tragen können, bis zum befohlenen Zeitpunkt weiter getragen werden durften. Auch der alte Name Interimsrock wurde als Synonym beibehalten. Der neue Name Überrock rührte daher, dass er über den eigentlichen Uniformrock getragen werden konnte. Die im Schnitt durchaus ähnliche Litewka war bei Landwehr und Freikorps verbreitet, war dort aber statt des normalen Uniformrockes Teil der Felduniform und wurde an den ganzen jeweiligen Truppenteil ausgegeben und nicht nur an die Offiziere. 
Das Nachfolgemodell, das 1814 sowohl für die Verwendung im wie außer Dienst eingeführt wurde, erhielt einen geschlossenen Kragen und reichte nur noch bis zum Knie, war jedoch – nach der damaligen Mode – so eng geschnitten, dass es nur noch ohne untergezogenen Rock passte. Trotzdem behielt es die amtliche Bezeichnung Überrock.
Eine A.K.O. vom 15. Dezember 1838 präzisierte nochmals, dass die Überröcke bis zum oberen Rand des Knies reichen sollten. Später wurde für Offiziere der Fußtruppen schwarze Tuchfarbe festgelegt. 1842 wurden die Kragen unter dem Kinn abgerundet.
Mit A.K.O. vom 5. April 1843 wurden die Überröcke abgeschafft, durften jedoch aufgetragen werden, dies fiel auch in die Zeit der Einführung des Waffenrocks. Inzwischen waren sie bei den Offizieren aber so beliebt, dass sich das Auftragen extrem lang hinzog, was stillschweigend geduldet wurde, wodurch er sich zum charakteristischen Kleidungsstück des deutschen Offiziers in damaliger Zeit entwickelte.
In der Bekleidungsvorschrift von 1899 und ihrer Fortschreibung bis 1911 wird der Überrock in Ziffer 75 ausführlich beschrieben. Die Grundfarbe war in der Regel die des Uniformrockes. Ausnahmen bildeten Kürassieroffiziere, die trotz des weißen Dienstanzuges preußischblaue Überröcke trugen, und Offiziere der 1901 aufgestellten Maschinengewehr-Abteilungen, die trotz des bereits feldgrauen Dienstanzuges dunkelgrüne Überröcke trugen. Husarenoffiziere trugen keinen Überrock. Der Überrock war nach wie vor zweireihig, mit je sechs (in Bayern sieben) Knöpfen pro Reihe. Die Knöpfe entsprachen in der Farbe den jeweiligen Uniformknöpfen (je nach Regiment golden oder silbern). Als einzige Abzeichen wurden die Schulterstücke getragen.
Der Stehkragen war vorn abgerundet, er hatte die Farbe des Waffenrockkragens und trug auch bei Gardeoffizieren und anderen litzentragenden Formationen keine Offizierslitzen oder Stickereien; die breiten Ärmelaufschläge waren in Rockfarbe mit schmalem Vorstoß in Kragenfarbe ausgeführt.

## Zivilmode
Die zivile Entsprechung des Überrocks war der Gehrock, der aufgrund der militärischen Durchdringung der wilhelminischen Gesellschaft oft auch als Überrock bezeichnet wurde.  
Auf Einladungskarten in konservativen Kreisen fand sich daher mitunter die Kleidervorschrift „Bitte Überrock“. Sie erbat ein Erscheinen im Überrock oder (als Zivilist) im bequemen Tagesanzug, meist Gehrock. Ein Frack, also feine Garderobe, wurde damit ausgeschlossen.